# Melvin Platje
Antonius Johannes Melvin Platje (Naarden, 16 december 1988) is een Nederlands profvoetballer die als aanvaller speelt.

## Carrière
Platje speelde achtereenvolgens in de jeugd van amateurclubs SDO Bussum, SV Huizen en FC Omniworld, alvorens overgeheveld te worden naar de jeugdopleiding van Volendam. Hij maakte zijn debuut in de hoofdmacht op 24 augustus 2006, in de met 2-2 gelijkgespeelde thuiswedstrijd tegen FC Zwolle, waar hij na 68 minuten inviel voor Jack Tuijp.
In het seizoen 2008/2009 maakte Platje zeven doelpunten, waarvan vier binnen 15 minuten, die hij in dat seizoen scoorde als invaller van FC Volendam in de Eredivisie.
Eind oktober 2008 zorgde de aanvaller voor enige ophef door tweemaal in één week na een handsbal te scoren, buiten het gezichtsveld van de scheidsrechter; zowel tegen Willem II (2-2) als De Graafschap (3-1 winst) maakte hij bij de aanname van de bal gebruik van zijn hand. Een Volendamse handbalvereniging bood hem vervolgens bij wijze van ludieke actie aan een training bij te wonen.
Vanaf het seizoen 2011/2012 speelde Platje voor N.E.C.. Hij tekende een contract voor twee jaar met nog een eenzijdige optie van een jaar. In juni 2013 werd bekendgemaakt dat hij een buitenlands avontuur aanging bij Neftçi Bakoe. In maart 2014 werd hij voor een vijf maanden verhuurd aan Kalmar FF. In augustus 2014 werd zijn contract met Neftçi ontbonden. Op 3 september 2014 verruilde Neftçi Bakoe transfervrij voor VVV-Venlo, waar hij een eenjarig contract tekende. Na het nieuwe eenjarige verblijf in Nederland vertrok de aanvaller vervolgens naar Stade Brestois, waar hij een tweejarige verbintenis ondertekende. In februari 2016 ging hij in Duitsland voor Hansa Rostock spelen en een jaar later ging hij naar het Belgische Lommel United. Vanaf de zomer 2017 speelt hij weer in Nederland, bij Telstar. Op 27 juni 2018 verbond Platje zich aan Bali United FC uit Indonesië. Met de club werd hij in het seizoen 2019 Indonesisch landskampioen. Op 14 januari maakte Platje eveneens twee doelpunten in de voorronde van de Champions League tegen Tampines Rovers. Deze wedstrijd werd met 5-3 gewonnen. Per februari 2021 werd hij tot het einde van het seizoen 2020/21 verhuurd aan De Graafschap in de Eerste divisie. Eind december 2021 verliet hij Bali United. Hij vervolgde zijn loopbaan bij Bhayangkara FC. In juni 2022 werd bekend dat hij in het seizoen 2022/23 bij AFC speelt.

## Clubstatistieken
| Seizoen                                | Club            | Competitie      | Competitie | Competitie | Beker | Beker | Internationaal | Internationaal | Overige | Overige | Totaal | Totaal |
| Seizoen                                | Club            | Competitie      | Wed.       | Dlp.       | Wed.  | Dlp.  | Wed.           | Dlp.           | Wed.    | Dlp.    | Wed.   | Dlp.   |
| -------------------------------------- | --------------- | --------------- | ---------- | ---------- | ----- | ----- | -------------- | -------------- | ------- | ------- | ------ | ------ |
| 2007/08                                | FC Volendam     | Eerste divisie  | 11         | 1          | 0     | 0     | —              | —              | —       | —       | 11     | 1      |
| 2008/09                                | FC Volendam     | Eredivisie      | 32         | 7          | 4     | 3     | —              | —              | —       | —       | 36     | 10     |
| 2009/10                                | FC Volendam     | Eerste divisie  | 24         | 14         | 1     | 1     | —              | —              | —       | —       | 25     | 15     |
| 2010/11                                | FC Volendam     | Eerste divisie  | 33         | 21         | 3     | 0     | —              | —              | 4       | 5       | 40     | 26     |
| 2011/12                                | N.E.C.          | Eredivisie      | 28         | 6          | 4     | 2     | —              | —              | 2       | 0       | 34     | 8      |
| 2012/13                                | N.E.C.          | Eredivisie      | 33         | 9          | 1     | 0     | —              | —              | —       | —       | 34     | 9      |
| 2013/14                                | Neftçi Bakoe    | Premyer Liqası  | 14         | 1          | 2     | 0     | 2              | 0              | 1       | 0       | 19     | 1      |
| 2014                                   | Kalmar FF       | Allsvenskan     | 4          | 0          | 0     | 0     | —              | —              | —       | —       | 4      | 0      |
| 2014/15                                | VVV-Venlo       | Eerste divisie  | 33         | 15         | 2     | 1     | —              | —              | 4       | 1       | 39     | 17     |
| 2015/16                                | Stade Brestois  | Ligue 2         | 12         | 1          | 0     | 0     | —              | —              | 1       | 0       | 13     | 1      |
| 2015/16                                | Hansa Rostock   | 3. Liga         | 13         | 1          | 0     | 0     | —              | —              | 2       | 0       | 15     | 1      |
| 2016/17                                | Hansa Rostock   | 3. Liga         | 12         | 0          | 1     | 0     | —              | —              | 2       | 4       | 15     | 4      |
| 2016/17                                | Lommel United   | Eerste klasse B | 8          | 2          | 0     | 0     | —              | —              | —       | —       | 8      | 2      |
| 2017/18                                | Telstar         | Eerste divisie  | 35         | 14         | 1     | 0     | —              | —              | 2       | 1       | 38     | 15     |
| 2018                                   | Bali United     | Liga 1          | 18         | 10         | 0     | 0     | —              | —              | —       | —       | 18     | 10     |
| 2019                                   | Bali United     | Liga 1          | 22         | 10         | 2     | 0     | —              | —              | 3       | 4       | 27     | 14     |
| 2020                                   | Bali United     | Liga 1          | 3          | 2          | 0     | 0     | 4              | 4              | —       | —       | 7      | 6      |
| 2020/21                                | → De Graafschap | Eerste divisie  | 12         | 1          | 0     | 0     | —              | —              | 1       | 0       | 13     | 1      |
| 2021/22                                | Bali United     | Liga 1          | 16         | 2          | 0     | 0     | —              | —              | —       | —       | 16     | 2      |
| 2021/22                                | Bhayangkara     | Liga 1          | 13         | 6          | 0     | 0     | —              | —              | —       | —       | 13     | 6      |
| 2022/23                                | AFC             | Tweede divisie  | 34         | 11         | 1     | 0     | —              | —              | —       | —       | 35     | 11     |
| 2023/24                                | AFC             | Tweede divisie  | 22         | 2          | 2     | 0     | —              | —              | —       | —       | 24     | 2      |
| 2024/25                                | AFC             | Tweede divisie  | 6          | 0          | 1     | 0     | —              | —              | —       | —       | 7      | 0      |
| Totaal                                 | Totaal          | Totaal          | 438        | 136        | 25    | 7     | 6              | 4              | 22      | 15      | 491    | 162    |
| Bijgewerkt tot en met 26 december 2024 |                 |                 |            |            |       |       |                |                |         |         |        |        |

## Erelijst
Met  FC Volendam
| Nationaal               |    |         |
| Kampioen Eerste divisie | 1x | 2007/08 |

Met  Hansa Rostock
| Regionaal                    |    |      |
| Mecklenburg-Vorpommern-Pokal | 1x | 2016 |

Met  Bali United FC
| Nationaal |    |      |
| Liga 1    | 1x | 2019 |